# راکی ۵
راکی ۵ (به انگلیسی: Rocky V) یک فیلم ورزشی و درام آمریکایی محصول سال ۱۹۹۰ به کارگردانی جان جی. آویلدسن با بازی و نویسندگی سیلوستر استالونه است. این دنباله راکی ۴ (۱۹۸۵) و پنجمین قسمت از مجموعه فیلم‌های راکی محسوب می‌شود. همچنین تالیا شایر، برت یانگ، سیج استالونه، تامی موریسون و بورگس مریدیت در این فیلم ایفای نقش کرده‌اند. در این فیلم، راکی بالبوآ (استالونه) که از نظر مالی مشکل دارد، موافقت می‌کند که شاگرد تامی گان (موریسون) را در باشگاهی که زمانی متعلق به مربی بالبوآ، میکی گلدمیل (مردیت) بود، آموزش دهد.
فیلمبرداری اصلی در ژانویه ۱۹۹۰ آغاز شد و تا حد زیادی در لوکیشن اطراف فیلادلفیا فیلمبرداری شد. سازندگان فیلم با مترو گلدوین مایر با تفاوت‌های خلاقانه‌ای مواجه شدند و اجازه نداشتند عناصر تیره‌تر فیلمنامه اصلی استالونه را که فیلم راکی ۵ را به‌عنوان فیلم نهایی این فرانچایز تصور می‌کرد، وارد کنند. این فیلم همچنین آخرین حضور شایر و مردیت در فرنچایز را نشان می‌دهد.
فیلم در ۱۶ نوامبر ۱۹۹۰ در ایالات متحده اکران شد. استالونه بعداً از نتیجه فیلم ابراز پشیمانی کرد. راکی ۵ همچنین انتظارات را در باکس آفیس کمتر از خود نشان داد و ۱۲۰ میلیون دلار در سرتاسر جهان فروخت که آن را به کم‌فروش‌ترین فیلم در این مجموعه تبدیل کرد. دنباله ای به نام راکی بالبوآ در سال ۲۰۰۶ منتشر شد.

## داستان فیلم
راکی بالبوآ (سیلوستر استالونه) پس از شکست ایوان دراگوی روسی، سختی‌های جسمی و روحی بسیاری را تحمل می‌کند. پزشک راکی از او می‌خواهد تا دیگر در هیچ مسابقه‌ای شرکت نکند زیرا ممکن است با هر ضربه‌ای که به سرش برخورد کند، کشته یا فلج شود. از طرفی راکی و خانواده‌اش به دلیل اشتباهات پولی (برت یانگ) و شرط‌بندی‌هایش، یکبار دیگر در مسیر سراشیبی می‌افتند و مجبور می‌شوند به محله فقیرنشینی که در گذشته در آن زندگی می‌کردند، بازگردند. در این میان بوکسور جوانی به نام تامی (با بازی تامی موریسون) نزد راکی می‌آید و از او می‌خواهد تا مربی‌اش شود. راکی در ابتدا مخالفت کرده ولی سرانجام مربیگری او را می‌پذیرد. راکی تمام زندگی‌اش را وقف تامی می‌کند تا از وی یک بوکسور تمام عیار بسازد. در این راستا، رابرت، پسر راکی (با بازی سیج استالونه) از راکی رانده شده و در مسیر اشتباه می‌افتد. تامی در مسابقات خود پیروز می‌شود اما از اینکه در زیر سایه راکی باشد، بیزار است. یک مدیر برنامه‌های تلویزیونی وارد زندگی تامی می‌شود و به او پیشنهادها وسوسه کننده‌ای می‌دهد. تامی از راه به در شده و با وجود مخالفت‌های راکی، با وی همراه می‌شود و راکی را ترک می‌کند. به تدریج و با غیبت تامی، ارتباط راکی و رابرت بهبود می‌یابد. شب مسابقه فینال تامی و رقیبش فرا می‌رسد. راکی در خانه‌اش و در کنار خانواده‌اش، با استرس و هیجان فراوان به تماشای مسابقه می‌نشیند. تامی مسابقه را می‌برد و راکی غرق شادی می‌شود. تامی در پایان مسابقه، اعلام می‌کند که می‌خواهد از شخصی که تمام موفقیت‌های ورزشی و زندگی اش را مدیون اوست، تشکر کند. راکی با افتخار، لبخند رضایتی می‌زند اما در کمال ناباوری، تامی از راکی هیچ نامی نمی‌برد و تنها از مدیر برنامه‌هایش تشکر می‌کند. قلب راکی می‌شکند…
تامی به این نتیجه می‌رسد که تا راکی را شکست ندهد، نمی‌تواند از زیر سایه او بیرون بیاید. با وجود اینکه مدیر برنامه‌هایش از او می‌خواهد که این مسابقه را رسمی‌کند و در خیابان مبارزه نکند، اما تامی شبانه به پیش راکی می‌رود و از او درخواست مبارزه می‌کند. راکی نمی‌پذیرد. تامی پولی را می‌زند تا راکی را تحریک کند. راکی سرانجام با تامی مبارزه کرده و درس خوبی به وی می‌دهد.

## بازیگران
- سیلوستر استالونه … راکی بالبوآ
- تالیا شایر … آدریان بالبوآ: همسر و حامی راکی در طول زندگی و حرفه بوکس او
- برت یانگ … پاولی پنینو: دوست و برادر زن راکی.
- سیج استالونه … پسر راکی
- تامی موریسون … تامی گان: بوکسور ضعیف، که تحت آموزش راکی به شهرت می‌رسد.
- ریچارد گنت … جورج واشینگتن دوک: مروج بوکس پر سر و صدا و نفرت‌انگیز، که بارها سعی می‌کند راکی را متقاعد کند که دوباره وارد رینگ شود.
- تونی بارتون … تونی «دوک» اورز: دوست راکی و مربی و مدیر سابق آپولو کرید.

## حواشی
سیج استالونه، پسر ارشد استالونه، در این فیلم نقش پسر راکی را ایفا می‌کند.
تامی موریسون (معروف به تامی گان) یک بوکسور سنگین‌وزن واقعی است که در این فیلم به ایفای نقش پرداخته‌است.